# Похил (гірництво)

Похил (рос. уклон, нім. dipping drift, dip entry, нім. Abhauen n, Haspelberg m, Fallort n, abfallende Strecke f) – похила гірнича виробка, що не має безпосереднього виходу на земну поверхню, розміщена за падінням пласта чи порід, розташована здебільшого нижче основного відкатного горизонту і призначена для транспортування корисних копалин знизу вгору.
Обладнується конвеєрним або (та) рейковим транспортом, в залежності від кута нахилу. Звичайно проводиться спареним із ходком (ходками).
Розрізняють П. капітальний та панельний.